# Парк (Канзас)
Парк (англ. Park) — місто (англ. city) в США, в окрузі Гов штату Канзас. Населення — 112 особи (2020).

## Географія
Парк розташований за координатами 39°6′42″ пн. ш. 100°21′41″ зх. д. / 39.11167° пн. ш. 100.36139° зх. д. (39.111804, -100.361450).  За даними Бюро перепису населення США в 2010 році місто мало площу 0,82 км², уся площа — суходіл.

## Демографія
Згідно з переписом 2010 року, у місті мешкало 126 осіб у 63 домогосподарствах у складі 29 родин. Густота населення становила 153 особи/км².  Було 77 помешкань (93/км²).
Расовий склад населення:
| - 96,8 % — білих - 0,8 % — корінних американців - 0,8 % — азіатів - 1,6 % — осіб інших рас |

До двох чи більше рас належало 0,0 %. Частка іспаномовних становила 1,6 % від усіх жителів.
За віковим діапазоном населення розподілялося таким чином: 19,8 % — особи молодші 18 років, 59,6 % — особи у віці 18—64 років, 20,6 % — особи у віці 65 років та старші. Медіана віку мешканця становила 48,3 року. На 100 осіб жіночої статі у місті припадало 85,3 чоловіків;  на 100 жінок у віці від 18 років та старших — 98,0 чоловіків також старших 18 років.
Середній дохід на одне домашнє господарство  становив 34 285 доларів США (медіана — 25 500), а середній дохід на одну сім'ю — 47 191 долар (медіана — 32 083). Медіана доходів становила 46 250 доларів для чоловіків та 35 625 доларів для жінок. За межею бідності перебувало 31,3 % осіб, у тому числі 41,7 % дітей у віці до 18 років та 11,8 % осіб у віці 65 років та старших.
Цивільне працевлаштоване населення становило 40 осіб. Основні галузі зайнятості: освіта, охорона здоров'я та соціальна допомога — 25,0 %, мистецтво, розваги та відпочинок — 15,0 %, оптова торгівля — 10,0 %, роздрібна торгівля — 10,0 %.